# Cantón de Saint-Omer-Norte
El cantón de Saint-Omer-Norte era una división administrativa francesa, que estaba situada en el departamento de Paso de Calais y la región de Norte-Paso de Calais.

## Composición
El cantón estaba formado por ocho comunas, más una fracción de la comuna que le daba su nombre:
- Clairmarais
- Houlle
- Moringhem
- Moulle
- Saint-Martin-au-Laërt
- Saint-Omer (fracción)
- Salperwick
- Serques
- Tilques

## Supresión del cantón de Saint-Omer-Norte
En aplicación del Decreto nº 2014-233 de 24 de febrero de 2014, el cantón de Saint-Omer-Norte fue suprimido el 22 de marzo de 2015 y sus 9 comunas pasaron a formar parte del nuevo cantón de Saint-Omer.